# Henriette Akaba
Henriette Michèle Akaba Edoa, née le 7 juin 1992, est une footballeuse internationale camerounaise évoluant au poste d'attaquante.

## Carrière

### Carrière en club
Henriette Akaba commence sa carrière au Cameroun, avec les Louves Minproff de Yaoundé puis avec le Canon de Yaoundé. Elle rejoint ensuite la Turquie et le club du Trabzon İdmanocağı en décembre 2015. En 2018, elle rejoint un autre club turque, l'Ataşehir Belediyesi, Ataşehir étant un quartier d'Istanbul. Cette année là, ce club est champion de Turquie.

### Carrière en sélection
Elle dispute avec l'équipe du Cameroun féminine le championnat d'Afrique 2010, le championnat d'Afrique 2014, la Coupe du monde 2015, et enfin la Coupe d'Afrique des nations 2016. Lors de la Coupe d'Afrique, le Cameroun s'incline à deux reprises, en 2014 et 2016, en finale face au Nigeria. 
Lors du mondial organisé au Canada, Henriette Akaba joue trois matchs : contre l'Équateur, Suisse, et la Chine. Elle participe en 2018 à la Coupe d'Afrique des nations féminine de football. En 2019, elle est de nouveau retenue dans la sélection nationale du Cameroun pour la Coupe du monde de football féminin.

## Palmarès
- Finaliste du championnat d'Afrique 2014 avec l'équipe du Cameroun
- Finaliste de la Coupe d'Afrique des nations 2016 avec l'équipe du Cameroun
- Troisième de la Coupe d'Afrique des nations 2018 avec l'équipe du Cameroun
- Troisième du championnat d'Afrique 2012 avec l'équipe du Cameroun